# С-8ОФП Бронебойщик
Бронебойщик (С-8ОФП) — новейшая российская неуправляемая авиационная ракета (НАР). Разработчик — НПО «Сплав».

## Общая информация
Данной ракетой будут вооружаться самолёты (штурмовики Су-25), вертолёты семейства Ми-8 и ударные вертолёты, способные нести блоки НАР. 
«Бронебойщик», в зависимости от настроек взрывателя, способен пробивать преграды, стоящие перед заданными целями. Он может взрываться перед преградой, либо за преградой, либо, не разрушаясь, продолжать полёт.
Эта ракета пополнит семейство авиационных ракет С-8, имеет тот же калибр — 80 мм и такую же конфигурацию.  
При этом «Бронебойщик» по боевым возможностям превосходит ранние модификации С-8, так как имеет оригинальную боевую часть. 
Ещё одной отличительной чертой ракетного оружия нового поколения выступает малогабаритный двигатель на высокоэнергетическом топливе. Это позволило увеличить массу боевой части в 2—3 раза при сохранении и в ряде случаев увеличении максимальной дальности стрельбы до 6000 метров.
Ракета «Бронебойщик» по эффективности превосходит стоящие на вооружении 80-мм НАР в 5-6 раз.
Благодаря новым технологиям и настройкам взрывателей, ракеты С-8OФП смогут поражать как легко-, так и тяжелобронированные цели: БТР, БМП, бронеавтомобили и боевые танки.
В феврале 2019 года завершены государственные испытания. 
Генеральный директор концерна «Техмаш» Владимир Лепин сообщил, что в настоящее время решается вопрос о начале её поставок для ВС РФ, в первой половине 2019 года.